# Народный комиссариат юстиции РСФСР
Наро́дный комиссариа́т юсти́ции РСФСР (Наркомат юстиции, Наркомюст, НКЮ) — существовавший в период 1917—1946 годов орган исполнительной власти в составе Совета народных комиссаров РСФСР, ведающий организацией и функционированием системы правосудия.

## История
Наркомат юстиции был создан в соответствии с Декретом об учреждении Совета Народных Комиссаров, принятым II Всероссийским Съездом Советов Рабочих, Солдатских и Крестьянских Депутатов 27 октября 1917 года.
Наркомюсту в 1917 году пришлось сразу сломать весь аппарат прежнего Министерства юстиции и Суда Российской империи. На Наркомюст была возложена обязанность построить новую правовую систему и новую юстицию, а равно и заменять в смысле судебного контроля в общегосударственном масштабе упразднённый Правительствующий сенат.
Одновременно к Наркомюсту перешли обязанности Государственного совета Российской империи, его Особого Отдела и Сената по составлению и опубликованию декретов и по кодификации законов.
В Союзе ССР в соответствии с Конституцией до 1936 года действовали только республиканские наркоматы юстиции: Наркомюст РСФСР и НКЮ союзных и автономных республик осуществляли надзор за судебной практикой всех судебных органов данной республики, опротестовывая и направляя через прокурорский надзор неправильный приговор или решение, вынесенное любым судом на территории республики. 
В области организационной на НКЮ союзных и автономных республик было возложено: общее руководство, организация, ревизия и инструктирование всех судебных учреждений республики, нотариатов, судебных исполнителей, защиты, организуемых при НКЮ бюро бухгалтерских экспертиз и учебных заведений, находящихся в ведении НКЮ союзных республик. Надзор за судебной политикой по конкретным делам осуществлялся верховными судами союзных республик, областными, краевыми судами по принадлежности и прокуратурой.
В январе 1943 года все сотрудники Народного комиссариата юстиции РСФСР вновь стали работать в Москве.
Согласно Конституции СССР 1936 года был создан союзно-республиканский Народный комиссариат юстиции СССР. Таким образом НКЮ РСФСР и наркомюсты других союзных республик, входя в состав республиканских совнаркомов, в то же время должны были выполнять приказы и распоряжения единого центрального союзного Наркомата юстиции СССР.

## Функции наркомата
На Наркомюст были возложены следующие задачи:
1. организация и инструктирование органов суда, следствия, защиты (адвокатуры) и обвинения (прокуратуры), а равно наблюдение за деятельностью комиссии по делам о несовершеннолетних;
2. рассмотрение, в порядке высшего судебного надзора, судебных решении и приговоров, вступивших в законную силу, преподание суд. органам руководящих разъяснений и указаний и наблюдение за законностью (Народный Комиссар одновременно и Прокурор Республики).
3. предварительное рассмотрение законопроектов, опубликование и толкование законов;
4. разработка общих мер наказаний, организацию исправительно-трудового режима для лиц, лишенных свободы как по приговорам суда, так и в порядке предварительного следствия, а равно заведование местами лишения свободы;
5. руководство и наблюдение за проведением в жизнь отделения церкви от государства (в наркомате был создан ликвидационный отдел, который занимался уничтожением РПЦ).

### Участие в судопроизводстве
В сентябре 1939 года местные управления Народного комиссариата юстиции РСФСР получили обязанность контроля над правильным применением законом при рассмотрении гражданских и уголовных дел народными судьями: руководители управлений получили право направлять «неправильно разрешенные» судами дела в Народный комиссариат юстиции РСФСР, который пересылал их в Верховный суд РСФСР. В июле 1940 года начальники местных управлений были наделены правом налагать на народных судей дисциплинарные взыскания — замечания и выговоры. 15 июля 1941 года нарком юстиции СССР наделил управления на местах правом при обнаружении неправильно разрешенных дел входить с представлениями об их опротестовывании непосредственно к председателю Верховного суда союзной республики, минуя народный комиссариат юстиции союзной республики. Приказ народного комиссариата юстиции СССР, изданный 27 сентября 1941 года, наделил начальников краевых и областных управлений правом без санкции Народного комиссариата юстиции РСФСР ставить перед местными советами вопрос о снятии судей. На местах иногда представители управлений наркомата вмешивались в судопроизводство. Например, исполняющий обязанности начальника управления народного комиссариата юстиции по Смоленской области директивой от 26 мая 1942 года запретил судам применять условное осуждение по всем делам. Этот же исполняющий обязанности начальника указал судам на недопустимость назначать за прогулы и самовольный уход с работы наказание ниже максимально предусмотренного санкцией указа Президиума Верховного совета СССР от 26 июня 1940 года.

### Исполнение наказаний
15 апреля 1919 года в РСФСР вышел декрет «О лагерях принудительных работ». С самого начала существования Советской власти руководство большинством мест заключения было возложено на отдел исполнения наказаний Народного комиссариата юстиции РСФСР, образованного в мае 1918 года.

## Структура наркомата

### 1917
Непосредственно наркому подчинялись оперативное совещание, секретариат и группа ответственных исполнителей.
В состав наркомата входили:
- Управление делами
- Отдел подготовки кадров
- Законодательно-кодификационный отдел
- Финансовый отдел
- Особый отдел
- Секретно-шифровальная часть

В состав НКЮ РСФСР организационно входили Верховный Суд РСФСР и Прокуратура РСФСР как структурные подразделения. Прокурор Республики и председатель Верховного Суда РСФСР одновременно являлись заместителями наркома юстиции РСФСР и членами Коллегии наркомата.
Всего штаты составляли 150 человек (без учёта Верховного Суда и Прокуратуры).
В 1920-х годах для сотрудников Наркомюста, рядом с платформой «Подрезково», была большая дача, окружённая парком, а около парка и железной дороги был пруд с купальней.

### 1939
Непосредственно наркому подчинялись Контрольно-инспекторская группа, Секретариат, Оперативное совещание.
В состав наркомата входили:
- Управление делами
- Управление судебных органов
- Управление учебными заведениями
- Управление кадров
- Отдел адвокатуры
- Отдел нотариата
- Отдел кодификации законодательства
- Финансовый отдел
- Мобилизационный отдел
- Секретно-шифровальная часть

Всего штаты составляли 168 человек.

### 1940
Непосредственно наркому подчинялись Контрольно-инспекторская группа, Секретариат, Коллегия, совещание заместителей.
В состав наркомата входили:
- Управление делами
- Управление судебных учреждений
- Управление учебными заведениями
- Управление кадров
- Отдел адвокатуры
- Отдел нотариата
- Кодификационный отдел
- Планово-финансовый отдел
- Мобилизационный отдел
- Секретно-шифровальный отдел

Всего штаты составляли 195 человек.

### 1942
Москва
Непосредственно наркому подчинялись Секретариат, Коллегия.
В состав наркомата входили:
- Управление делами
- Управление судебных учреждений (частично)
- Управление кадров
- Отдел адвокатуры
- Кодификационный отдел
- Финансовый отдел (часть)
- Мобилизационный отдел
- Секретно-шифровальный отдел

Соль-Илецк
Заместитель наркома юстиции. Оперативное совещание.
В состав наркомата входили:
- Управление судебных учреждений (часть)
- Отдел нотариата
- Финансовый отдел (часть)

Штаты 95 человек.

### 1944
Непосредственно наркому подчинялись Секретариат, Коллегия.
В состав наркомата входили:
- Управление делами
- Управление судебных учреждений
- Управление учебными заведениями
- Управление кадров
- Отдел адвокатуры
- Отдел нотариата
- Кодификационный отдел
- Финансовый отдел
- Мобилизационный отдел
- Секретно-шифровальный отдел

Всего штаты составляли 123 человека.

## Народные комиссары юстиции РСФСР
- Оппоков (Ломов) Г. И. (октябрь-декабрь 1917)
- Штейнберг И. З. (декабрь 1917 — январь 1918)
- Стучка П. И. (1918)
- Курский Д. И. (1918—1928)
- Янсон Н. М. (1928—1930)
- Крыленко Н. В. (1931—1936)
- Булат И. Л. (20.07.1936 — 1937)
- Антонов-Овсеенко В. А. (16.09.1937 — 17.10.1937)
- Дмитриев Я. П. (1937—1940)
- Горшенин К. П. (1940—1943)
- Басавин И. А. (05.01.1944 — 05.10.1949)

## Реорганизация
15 марта 1946 года в соответствии с Законом СССР «О преобразовании Совета Народных Комиссаров СССР в Совет Министров СССР и Советов Народных Комиссаров союзных и автономных республик — в Советы Министров союзных и автономных республик» все народные комиссариаты были переименованы в министерства, соответственно, НКЮ РСФСР был преобразован в Министерство юстиции РСФСР.